# Centre fermé en Belgique
Cet article possède un paronyme, voir Centre éducatif fermé.

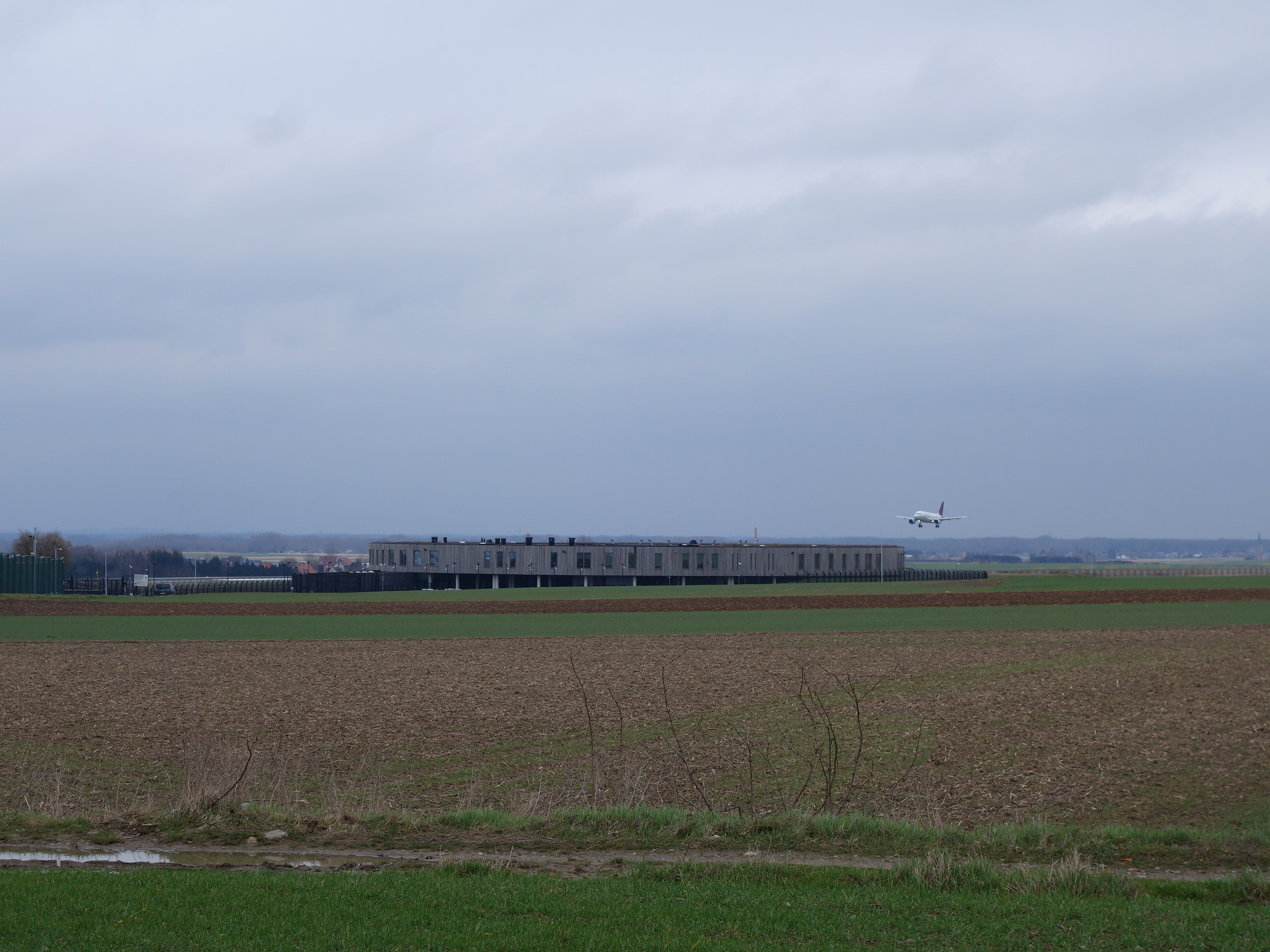
Centre fermé vers l'aéroport de Bruxelles.

En Belgique, le terme centre fermé est utilisé à propos d'un lieu où sont détenus des étrangers en situation irrégulière ou à propos d'un lieu où sont détenus des jeunes délinquants.
Les centres fermés pour étrangers en situation irrégulière sont gérés par l'Office des étrangers. Environ 8 000 personnes sont enfermées chaque année en vue de leur expulsion ou de leur refoulement. Deux de ces centres, situés dans l'enceinte de l'aéroport international, ont pour vocation de détenir des étrangers qui ne sont pas en possession des documents nécessaires pour accéder au territoire, ou parce que l'administration souhaite éclaircir les motifs de leur voyage. Parmi ces personnes, on distingue les demandeurs d'asile déboutés arrivés a la frontière aéroportuaire, détenus au centre 127.
Les autres centres du pays ont pour principale vocation l'éloignement des étrangers arrêtés sur le territoire. Il peut s'agir de personnes sans titre de séjour ou avec des irrégularités dans leur titre de séjour (sans-papiers)[pas clair], mais aussi, des plusieurs cas énumérés par la loi, de demandeurs d'asile déboutés[pas clair],,.

## Liste des centres fermés de Belgique
- Centre INAD (pour « INADmissibles »)[5],[2],[4] : Mis en service en 1995. Dans l’aéroport de Bruxelles-National. 30 places.

- Centre 127[5],[4],[2] : Mis en service en 1988. Sur le site de l’aéroport de Bruxelles-National, à Melsbroek. 60 places.

- Centre de rapatriement 127bis[5],[2],[4] : Mis en service en 1994. Jouxtant l’aéroport de Bruxelles-National, à Steenokkerzeel. 120 places.

- Centre pour illégaux de Bruges[5],[2],[4] : Mis en service en 1995. 112 places (40 réservées aux femmes).

- Centre pour illégaux de Merksplas[5],[2],[4] : Mis en service en 1994. Province d'Anvers. 165 places.

- Centre pour illégaux de Vottem[5],[2],[4] : Mis en service en 1999. Près de Liège. 160 places.

- Le Caricole[6] : Mis en service en 2012. Sur le site de l’aéroport de Bruxelles-National, 90 places.
- Centre pour illégaux de Jumet[7]. Mise en service prévus en 2028. Région de Charleroi [8]

## Contexte juridique
La détention des personnes en centre fermé dépend de la loi du 15 décembre 1980 portant sur "l'accès au territoire, le séjour, l'établissement et l'éloignement des étrangers",, loi modifiée entre autres par la loi du 28 juin 1984 "relative à certains aspects de la condition des étrangers et instituant le Code de la nationalité belge"

## Différence et similarité avec une prison
Un centre fermé se distingue d'une prison, au sens où la privation de liberté n'a pas de caractère punitif résultant de la décision d'une autorité judiciaire, mais celui d'une mesure administrative.
Par contre, le fonctionnement de ces centres est défini par des règlements d'inspiration carcérale, avec un régime de groupe disciplinaire basé sur l'utilisation de sanctions,.

## Construction de nouveaux centres
La construction de quatre nouveaux centres a été approuvée par le gouvernement De Croo en 2022, trois centre fermés et un centre de départ. Les projets des trois nouveaux centres pour migrants illégaux se situent à Jumet (près de Charleroi), à Zandvliet (près d'Anvers) et à Jabbeke (près de Bruges). Le nouveau centre de départ est prévu à Steenokerzeel. Les nouveaux centres doubleront la capacité d'enfermement. Il s'agit de 400 nouvelles places. "Cette décision historique marque un véritable tournant. Nous créons plus de capacité de retour que jamais et pouvons faire un pas de géant dans la politique de retour de notre pays" déclare Sammy Madhi , alors secrétaire d’État à l’Asile et à la Migration et président actuel du CD&V.